# Hampton (Arkansas)
Hampton – miasto w Stanach Zjednoczonych, w stanie Arkansas, siedziba administracyjna hrabstwa Calhoun.